# Pierre Varillon
Pour les articles homonymes, voir Varillon.
Pierre Varillon (Saint-Étienne, 26 octobre 1897- Dunières, 25 octobre 1960) est un écrivain, journaliste et militant royaliste français.

## Biographie
Admirateur de Maurice Barrès et compagnon de route de Charles Maurras, il collabore dès sa jeunesse au quotidien royaliste L'Action française et assure la direction des pages littéraires du journal dans les années 1930. Il donne également des chroniques aux diverses revues d'inspiration maurrassienne, et notamment à la Revue critique des idées et des livres de Jean Rivain et Eugène Marsan, puis à la Revue universelle de Jacques Bainville et Henri Massis.
En tant que romancier, Varillon s'efforce d'insérer intimement les destinées individuelles dans les drames de la nation et du siècle. La description qu'il donne dans Le Massacre des Innocents de l'immense déception des vétérans de 14 devant l'effondrement de la France en juin 40, est particulièrement poignante et recoupe certains passages de Georges Bernanos, d'André Malraux ou de Henry de Montherlant.
Varillon, journaliste et essayiste, lance en 1922 avec Henri Rambaud l'une des premières enquêtes littéraires sur les maîtres de la jeunesse (dans la Revue Hebdomadaire). Il plaide avec force la cause du réarmement naval de la France dans l'opinion.
Varillon fait partie du petit groupe de rédacteurs qui permet à l'Action française de poursuivre sa publication à Lyon à partir de juillet 1940. Il collabore après la guerre aux principaux journaux  royalistes : L'Indépendance française de Jean Madiran (de 1946 à 1950), puis La Nation française de Pierre Boutang à partir de 1955.

## Œuvres
Romans
- Belle Jeunesse (1923)
- Enquête sur les maîtres de la jeune littérature (1923) (collaboration avec Henri Rambaud)
- La Fausse Route (1926), prix d’Académie de l’Académie française en 1927
- Jérémie (1931)
- Sacrifiera-t-on la Marine Française ? (1937)
- Le Massacre des Innocents (Paris, Émile Paul frères éd., 1939)
- La Glorieuse histoire du Siroco (1941)
- Veille au large avec nos marins, Lardanchet à Lyon (1941)
- Le 11 novembre à Tolède (1943)
- Feux masqués (1945)
- La Marine au service de la France, 1215-1715 (1947), prix Hélène-Porgès de l'Académie française en 1948
- Mers el-Kébir (1949)
- Marins héroïques (1950), prix Général-Muteau de l’Académie française en 1951
- Joffre, Librairie Arthème Fayard (1956), prix Véga et Lods de Wegmann de l'Académie française en 1956
- Coureurs de mer sous les étoiles, Le Livre Contemporain, (1957), réédition 1961
- L'Épopée des Chevaliers De Malte, présentation F. Piétri, Club des amis du livre 1957, réédition  J'ai lu, 1961, 286 p.
- Marins au combat (1962), Librairie académique Perrin.